# Casablanca, Chile
Casablanca este o comună din provincia Valparaíso, regiunea Valparaíso, Chile, cu o populație de 24.537 locuitori (2012) și o suprafață de 952,5 km2.